# 모체 수소화물
모체 수소화물(母體水素化物, 영어: parent hydride)은 화학에서 IUPAC 명명법에서 AH
n이라는 화학식을 갖는 전형원소 화합물을 의미하며, 여기서 A는 전형원소이다. 모체 수소화물의 이름은 알케인의 명명법과 유사하게 "-에인(-ane)"으로 끝난다. 모체 수소화물의 유도체는 수소 원자를 대체하는 치환기를 나타내기 위해 모체 수소화물의 이름에 접두사 또는 접미사를 붙여서 명명된다.
모체 수소화물은 유기화학의 IUPAC 명명법과 무기화학의 IUPAC 명명법 체계 모두에서 사용된다.
| 13                               | 14              | 15                       | 16                            | 17                                |
| -------------------------------- | --------------- | ------------------------ | ----------------------------- | --------------------------------- |
| BH3, 보레인                      | CH4, 메테인*    | NH3, 아제인 (암모니아)*  | OH2, 옥시데인 (물)*           | FH, 플루오레인 (플루오린화 수소)* |
| AlH3, 알루메인 (수소화 알루미늄) | SiH4, 실레인*   | PH3, 포스페인 (포스핀)*  | SH2, 설페인 (황화 수소)*      | ClH, 클로레인 (염화 수소)*        |
| GaH3, 갈레인                     | GeH4, 저메인*   | AsH3, 아르세인 (아르신)* | SeH2, 셀레인 (셀레늄화 수소)* | BrH, 브로메인 (브로민화 수소)*    |
| InH3, 인디게인                   | SnH4, 스탄네인* | SbH3, 스티베인           | TeH2, 텔레인 (텔루륨화 수소)* | IH, 아이오데인 (아이오딘화 수소)* |
| TlH3, 탈레인                     | PbH4, 플럼베인  | BiH3, 비스무테인         | PoH2, 폴레인 (수소화 폴로늄)  | AtH, 아스타테인 (아스타틴화 수소) |

*화학에서 광범위하게 사용되는 용어

## 반응 및 구조
모체 수소화물은 유용한 기준 화합물이지만 대부분은 존재하지 않거나 불안정하다. 13족 원소의 모체 수소화물은 특별한 조건에서만 존재한다. 보레인은 비가역적으로 이량체화된다. 갈레인과 더 무거운 동성체가 중합되며 때로는 수소의 손실이 일어난다. 플럼베인과 비스무테인, 스티베인, 인데인, 탈레인은 불안정하다.

## 같이 보기
- 경계선 수소화물
- 수소화물
- 우선명